# Kalle Blomkvist och Rasmus
Pour plus de détails, voir Fiche technique et Distribution.
Kalle Blomkvist och Rasmus (Kalle Blomkvist et Rasmus) est un film de détective suédois réalisé par Göran Carmback, sorti au cinéma en Suède en 1997. C'est un long métrage en prises de vues réelles pour la jeunesse, adapté des fictions radiophoniques et des livres de l'auteur suédois Astrid Lindgren.

## Synopsis
Rasmus est un petit garçon âgé de cinq ans qui est le fils d'un inventeur. Un jour, tous deux sont enlevés par un groupe de kidnappeurs qui cherchent à s'emparer de la dernière invention de l'inventeur. Les kidnappeurs les emmènent sur une île. Trois enfants, témoins de l'enlèvement, décident de partir à la poursuite des kidnappeurs jusque dans l'île afin de secourir Rasmus et son père.

## Fiche technique
- Titre original : Kalle Blomkvist och Rasmus
- Réalisation : Göran Carmback
- Pays d'origine :  Suède
- Langue : suédois
- Format : couleur
- Son : Dolby
- Durée : 78 minutes
- Dates de sortie :
- Date de sortie : Suède : 26 décembre 1997

## Distribution
- Malte Forsberg : Kalle Blomkvist, le maître détective
- Totte Steneby : Anders
- Josefin Årling : Eva-Lotta Lisander
- William Svedberg : Rasmus, 5 ans
- Jan Mybrand : Professorn, père de Rasmus
- Victor Sandberg : Sixten, Röda Rosen
- Johan Stattin : Benke, Röda Rosen
- Bobo Steneby : Jonte, Röda Rosen
- Pierre Lindstedt : Nicke, kidnappeur
- Rolf Degerlund : Peters, chef des kidnappeurs
- Patrik Bergner : Blom, kidnappeur
- Claes Malmberg : Le policier Björk